# Église Saint-Cuthbert de Dalmeny
L’église Saint-Cuthbert est un lieu de culte écossais situé à Dalmeny en banlieue d’Édimbourg.

## Architecture
Datant d’au moins mille ans, l’église paroissiale est actuellement consacrée à Cuthbert de Lindisfarne. Peut-être dédié, à l’origine, à une obscure sainte Eithne, le bâtiment actuel est reconnu comme une des églises paroissiales les plus typiques du style normand encore en usage en Écosse, et l’un des plus complets au Royaume-Uni : seule manque la tour occidentale d’origine qui a été reconstruite dans un style approchant en 1937.
La nef sans bas-côté, le chœur et l’abside subsistent presque dans leur entièreté depuis le XIIe siècle. Le détail raffiné de la sculpture du chœur et des arches de l’abside est remarquable, tout comme la série de puissants corbeaux à tête de bête qui soutient la voûte de l’abside. Ces caractéristiques sont également extrêmement bien conservées, les marques d’outil originales étant encore visibles. Un rare sarcophage sculpté du XIIe siècle avec treize figures en forme de poupée – peut-être Christ et les douze apôtres – dans des niches actuellement très altérées se trouve en dehors de la porte sud élaborée, y compris les signes du zodiaque et un « Agnus Dei » dynamisé par des arcatures aveugles le surmontant. La porte est comparable à la porte nord de l’abbaye de Dunfermline. L’allée nord (Rosebery), qui remonte à 1671, a été remaniée au XIXe siècle avec des détails néo-normands élaborés mais « infidèles ».
Vue de loin, l’église, dont on présume qu’elle est construite sur un tertre funéraire pré-chrétien, semble s’élever sur un monticule au-dessus du sol, ce qui voudrait dire que l’église est postérieure au cimetière.

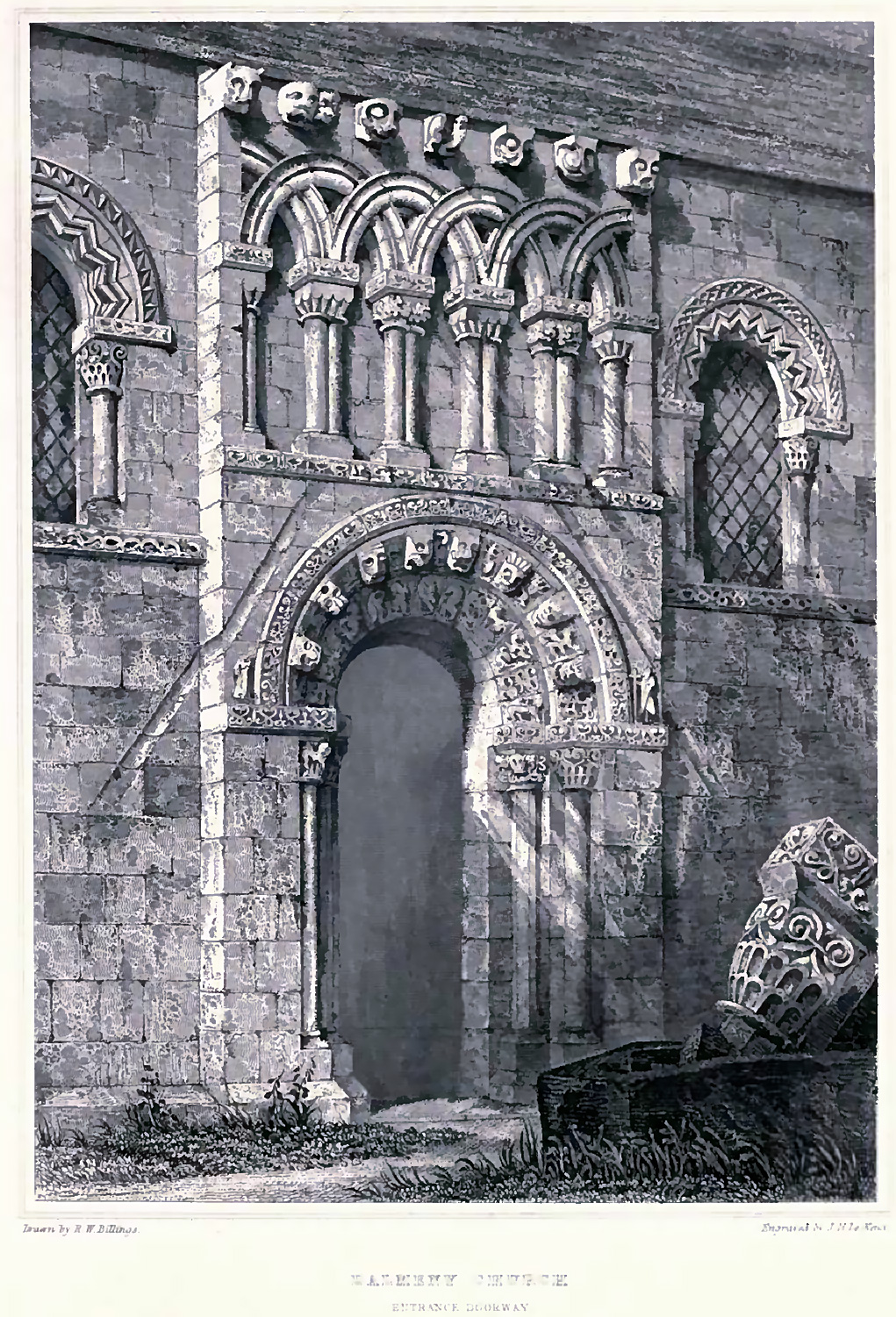
Façade
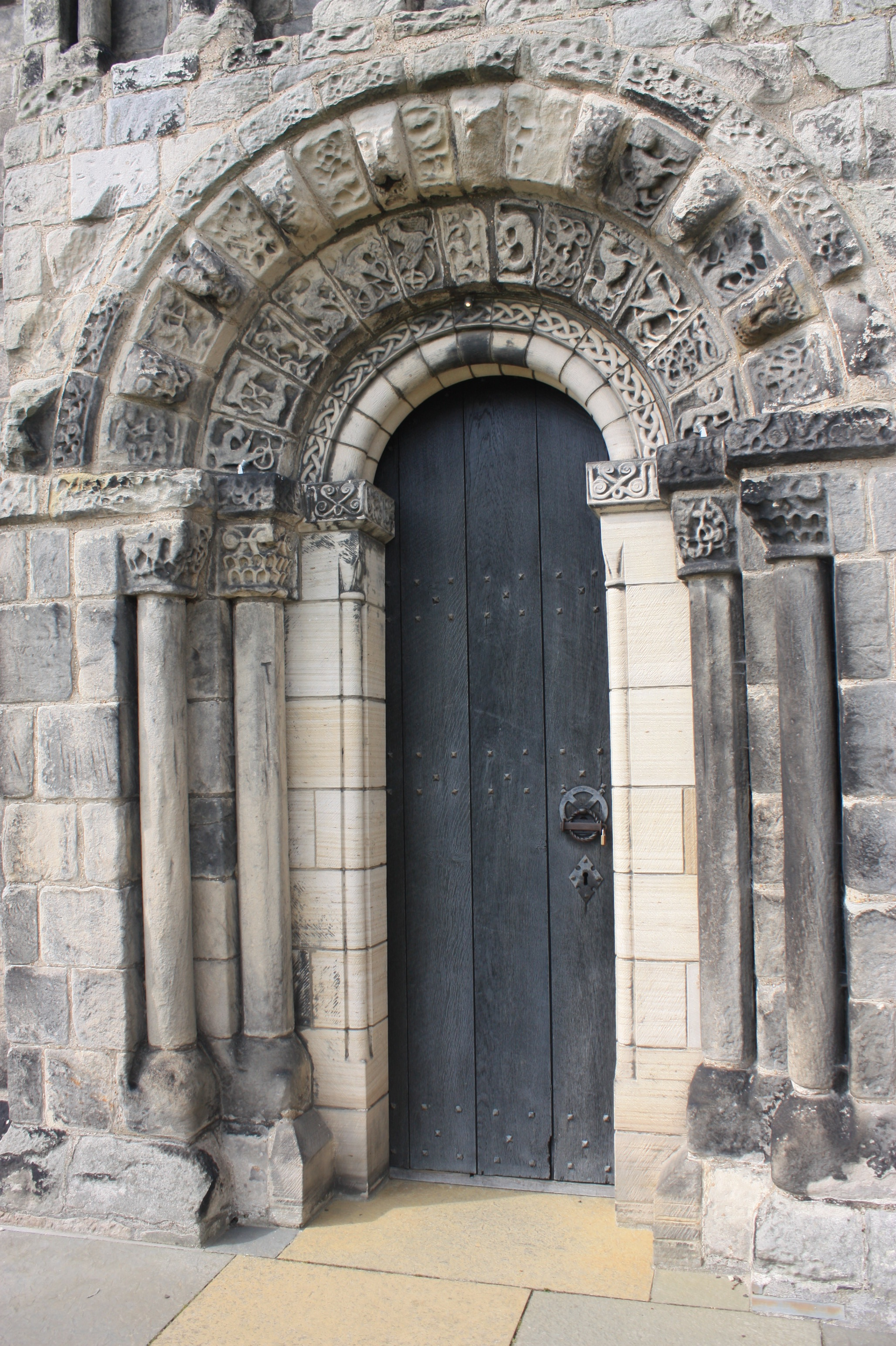
Portail
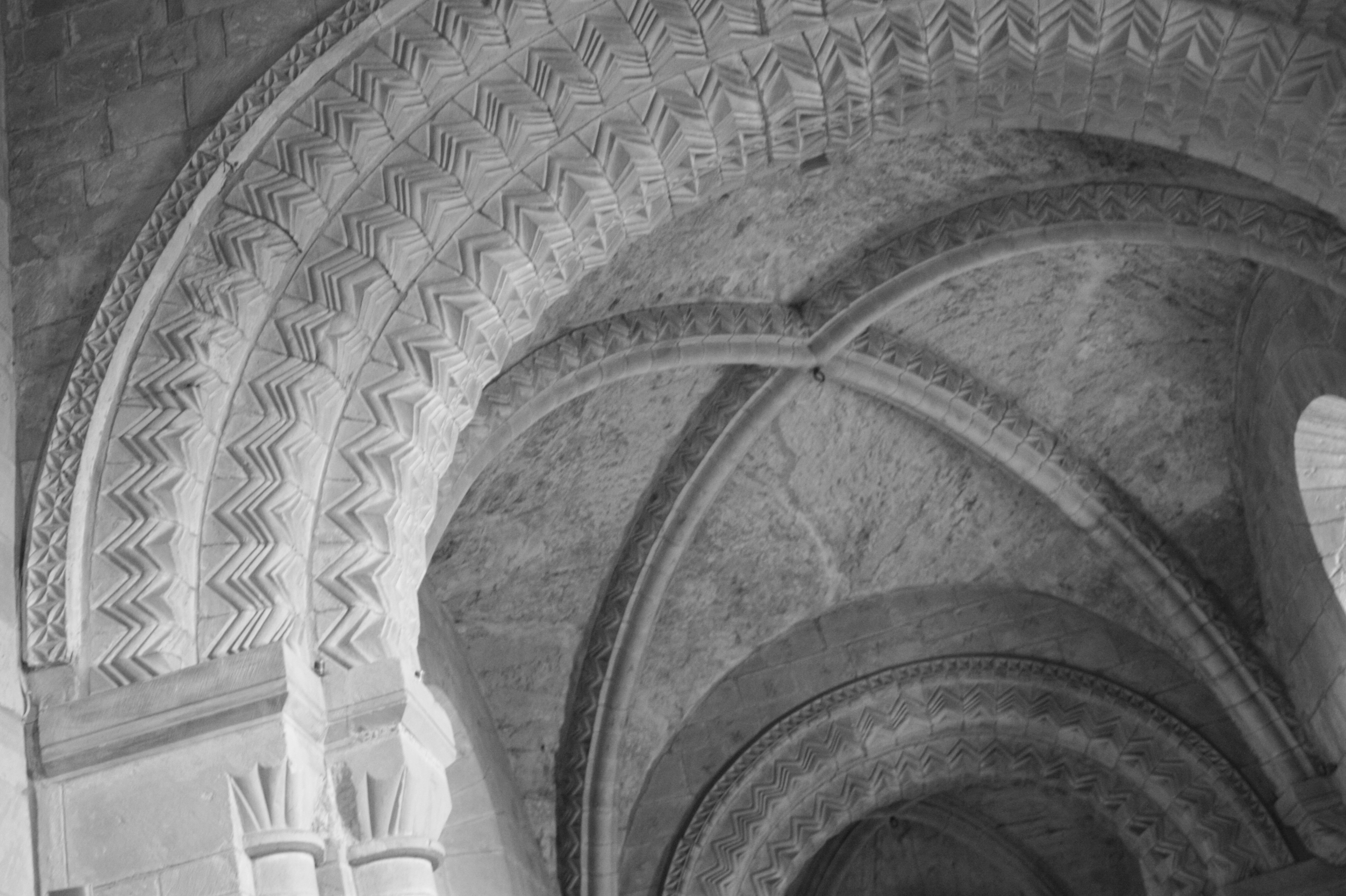
Voûte